# Kong Haakons VIIs regjeringsjubileum 1945
Kong Håkon VIIs regjeringsjubileum 1945 är en norsk svartvit dokumentärfilm från 1945. Den gjordes med anledning av Håkon VII av Norges 40-årsjubileum som regent.